# 小行星8833
小行星8833（8833 Acer）是一颗绕太阳运转的小行星，为主小行星带小行星。该小行星于1989年9月3日发现。

## 轨道参数
小行星8833的轨道半长轴为2.8721492 UA，离心率为0.1315013。